# Transactiemanagement

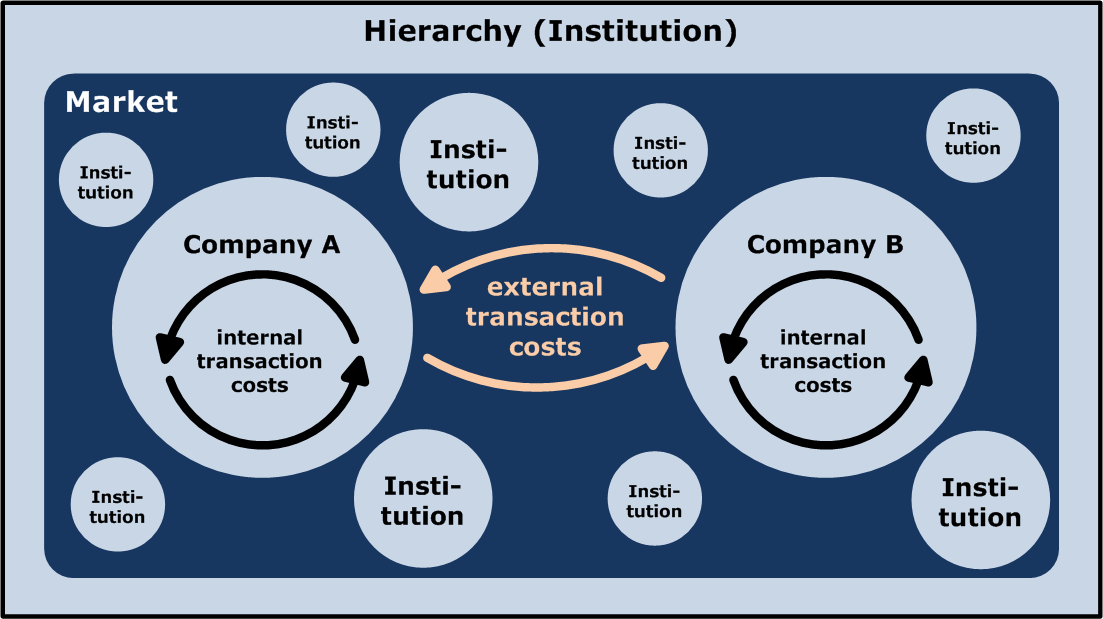
Transactiekosten

Transactiemanagement is er op gericht de transactiekosten als gevolg van transacties tussen partijen zo laag mogelijk te houden om zo veel mogelijk waarde in transacties te creëren. Het is gebaseerd op de wetenschappelijke theorie van de economie van de transactiekosten (Transaction Cost Economics), een theorie van Nobelprijswinnaars Coase, North en Williamson. Arbeidsdeling en specialisatie in productie en dienstverlening vormen de basisbegrippen van economische welvaart. Adam Smith betoogde dit al in zijn boek The Wealth of Nations. Door de globalisering ziet men een toename in internationale handel, dit leidt tot een sterke groei in arbeidsdeling en specialisatie. Hiermee neemt ook het aantal transacties toe. Transactiemanagement legt de nadruk op het op elkaar afstemmen van de partijen in een transactie. Door middel van standaardisering kan men de kosten als gevolg van transacties beter beheersen. Partijen die de transactiekosten het best beheersen hebben een comparatief voordeel op andere partijen.

## Transactiemanagement
Transactiemanagement is een praktische beslissingsmethodiek voor het bedrijfsleven en overheid. Transactiemanagement vindt plaats in het bedrijfsleven, tussen overheid en bedrijfsleven, en binnen de overheid. Transactiemanagement is zowel van belang voor horizontale transacties (via de markt) als verticale transacties (via de hiërarchie). Transactiemanagement maakt een afweging tussen bestaande transactiekosten en mogelijk toekomstige kosten vanwege toegenomen risico's, bijvoorbeeld de kosten van veiligheidsvoorschriften. Transactiemanagement creëert waarde door in een globaliserende wereld een steeds verdergaande fragmentatie van productie mogelijk te maken; het betekent dat bedrijven steeds meer een regiefunctie krijgen op basis van de 'make or buy'- en locatiebeslissingen die bij uitbesteding worden gemaakt. Transactiemanagement wordt niet minder belangrijk wanneer door goed transactiemanagement de transactiekosten dalen. Integendeel, dankzij goed transactiemanagement in de globaliserende wereld wordt productie steeds transactie-intensiever zodat het belang van transactiemanagement toeneemt.
Transactiekosten zijn de kosten die men kan toerekenen aan het tot stand komen van een transactie, enkele voorbeelden hiervan zijn:
- Inhuren van personeel
- Uitbesteden van taken (bijvoorbeeld kantine, transport, administratie)
- Opzetten van een nieuwe vestiging
- Het inkopen van grondstoffen of onderdelen

Deze transactiekosten zijn natuurlijk van geval tot geval verschillend. Ze slaan op de kosten bij de voorbereiding van een transactie en op de kosten van de uitvoering en naleving. De kosten zijn vaak niet eenvoudig te traceren in een organisatie. De kosten hebben betrekking op de mensen die transacties voorbereiden, uitvoeren en controleren en zijn soms in het verleden al gemaakt.
De verdergaande, wereldwijde specialisatie en arbeidsdeling hebben tot gevolg dat productieketens steeds verder worden opgeknipt. Dit betekent dat een product kan zijn samengesteld uit deel fabricaten die verspreid over de wereld zijn geproduceerd. Deze onderdelen kunnen worden gemaakt waar de prijs/kwaliteit het beste is. Door deze fragmentatie is de manier van handel sterk veranderend. Niet langer zou de handel in producten (en diensten) het uitgangspunt van de theorie moeten vormen, maar de handel in taken zoals Grossman en Rossi-Hansberg (2006, 2007) betogen. Een sector waar dit al heeft plaatsgevonden is de Nederlandse bloemhandel. Velen jaren geleden ontstond de veiling in Aalsmeer onder leiding van lokale producenten. Vandaag de dag vindt de productie van sierteelt voor een deel plaats in Oost-Afrika. Ondanks de verplaatsing van de productie vindt de regie over de verschillende ketens nog altijd plaats in Aalsmeer. In Aalsmeer weet men dankzij het gebruik van standaarden adequaat de transactiekosten te managen, zodoende loont het voor producenten om die handel via Nederland te laten lopen.
Als gevolg van de opsplitsing van de productie keten verplaatst de centrale rol van producent naar die van regisseur van de keten of het netwerk. De transacties waarover regie wordt gevoerd kunnen heel verschillende vormen aannemen:
- Ze kunnen binnen (business units) dan wel buiten (outsourcing, inkopen, supply chain management) de organisatie zijn
- Binnen of buiten het eigen land zijn
- Eenmalig, wederkerend of zelfs zeer frequent zijn.

Mede dankzij een gestage verlaging van de transactiekosten wordt het ook internationaal steeds aantrekkelijker om delen van het werk uit te besteden. Outsourcing en het oprichten van buitenlandse vestigingen zijn hiervan de zichtbare gevolgen. Vanuit de afweging van (meer) transactiekosten tegen (minder) productiekosten zijn hier de 'make or buy'-beslissing en de locatiekeuze vanuit strategisch oogpunt relevant. De globalisering en het toenemend aandeel van de transactiekosten in de totale kosten maken het mogelijk om als bedrijf, en als land, niet alleen in de sfeer van de productie, maar ook in de sfeer van het tot stand brengen van transacties en de daarmee verbonden coördinatie te specialiseren.
Het implementeren van transactiemanagement dient vanuit zowel de politiek, het bedrijfsleven en het onderwijs te worden ondernomen. Dit alles is zeer kennisintensief en vraagt een daarop gericht innovatiebeleid. De overheid kan bijdragen aan het ontwikkelen van een dergelijke transactie-economie door transactiekosten te reduceren. Uiteraard door goede bereikbaarheid voor personen en goederen, maar ook door bij te dragen aan de kennisinfrastructuur en aan een sterke merknaam van het land.

## Overheid
Veel transactiekosten zijn het resultaat van het beleid van overheden. De overheid legt vaak transactievergunningen op aan bedrijven dit leidt tot extra kosten. Omdat landen met elkaar concurreren op internationaal niveau is het voor belang voor zowel het bedrijfsleven als de overheid dat de transactiekosten zo laag mogelijk worden gehouden. Om die reden ligt er bij de overheid ook een functie om transactiekosten te verlagen. Daarnaast zijn overheden ook organisaties die veel transactiekosten genereren. Wanneer overheidsorganisaties samenwerken met elkaar of andere organisaties om diensten aan haar burgers te leveren komt men in een situatie waar transactiekosten voorkomen. De transactiekosten hierbinnen zijn vaak nog sterker dan bijvoorbeeld binnen bedrijven omdat overheden en bedrijven vaak moeilijk op elkaar aansluiten. Vanuit het denken van transactiemanagement kan men de verschillende partijen beter op elkaar aan laten sluiten om zodoende de transactiekosten te verlagen.

## Bedrijven
Door de globalisering zijn bedrijven steeds meer een onderdeel van de keten geworden. Hierbinnen is het geleverde product of dienst vaak opgebouwd uit halffabricaten die op hun beurt weer onderdeel vormen van een eindproduct. Niet langer wordt een product van begin tot eind door een en hetzelfde bedrijf vervaardigd. Hoewel de specialisatie leidt tot een verhoogde productiviteit en een grotere afzetmarkt leidt het tevens tot meer transactiekosten. Bijvoorbeeld reis- en verblijfkosten maar nog sterker de kosten die te maken hebben met het zoeken naar partners, opstellen van contracten, het garanderen van naleving van specificaties en kwaliteitsnormen e.d..Het niet juist managen van deze kosten kan er toe leiden dat een succesvolle deal slecht uitpakt. Het is daarom voor bedrijven van groot belang om de transactiekosten te onderkennen en mede daardoor te kunnen beheersen.

## Voordelen
Het aandeel van transactiekosten wordt geschat op 50% van het bruto nationaal product. Een groot deel van deze kosten zijn noodzakelijk om tot een transactie te komen. Transactiemanagement streeft er niet naar deze kosten in zijn geheel te reduceren maar om ze beheersbaar te maken. Dankzij de werkdeling en specialisatie zijn transactiekosten een onontkoombaar verschijnsel. Op het moment is er weinig kwantitatief onderzoek gedaan naar de kostenbesparende factor van transactiemanagement. Echter, enkele cases waarin met name transacties tussen overheden en bedrijven zijn onderzocht duiden op een mogelijke verlaging van transactiekosten met ca. 30%. Dit werd gerealiseerd door standaardisatie van processen, gegevens en overleg.

## Geschiedenis

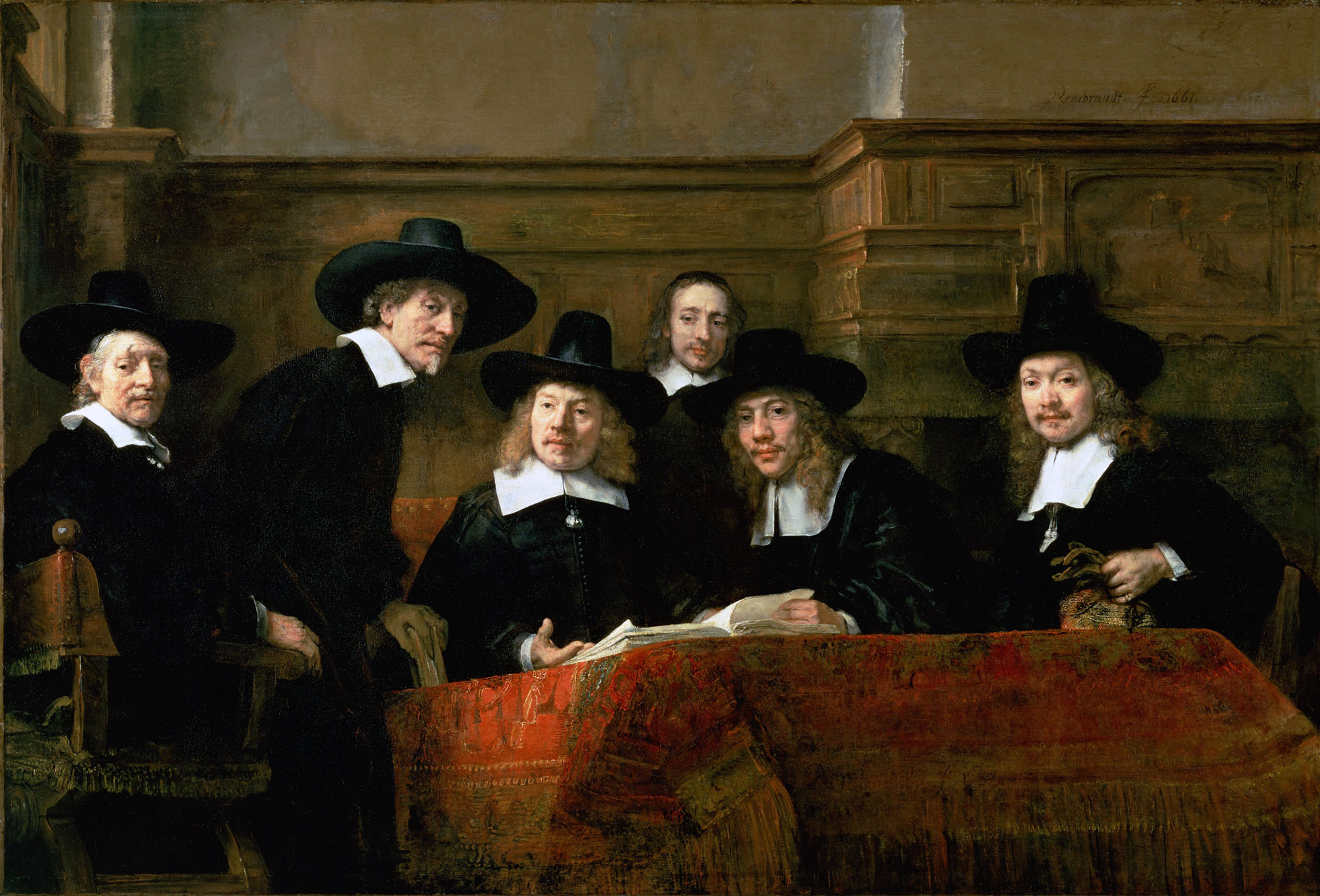
De Staalmeesters

Transactiemanagement is een vaardigheid die al vele eeuwen door de Nederlanders wordt beheerst. Het schilderij "De Staalmeesters" van Rembrandt symboliseert dit aspect van de Nederlandse handelsgeest. De staalmeesters zorgden voor kwaliteitscontrole in de lakenhandel. Door op het keurmerk van de staalmeesters te vertrouwen hoefden kopers en verkopers van laken geen hoge kosten te maken door zelf bij iedere transactie de kwaliteit van de partij te bepalen en daarover te onderhandelen. Het toont hoe belangrijk het is om in de handel over standaards te beschikken, die liefst uniform zijn en over de hele wereld geldig. Dat vergemakkelijkt de transacties en bevordert de handel.

## Academisch Onderzoek
In Nederland doet het RITM instituut aan de VU, onder leiding van hoog leraar Frank den Butter, onderzoek naar transactiemanagement. Frank den Butter is onder anderen initiatiefnemer van het WRR rapport 'Nederland Handelsland'. Dit rapport kijkt naar de huidige handelsfunctie van Nederland en geeft aanbevelingen voor de toekomst. Daarnaast publiceert hij regelmatig artikelen met betrekking tot transactiekosten en transactiemanagement.